# Daredevil (film)
 For alternative betydninger, se Daredevil (flertydig). (Se også artikler, som begynder med Daredevil)
Daredevil er en amerikansk superheltefilm fra 2003 instrueret og skrevet af Mark Steven Johnson og baseret på Marveltegneserien af samme navn. Filmen har Ben Affleck i hovedrolle som Daredevil (Dæmonen). Desuden spiller bl.a. Jennifer Garner og Colin Farrell med. Daredevil blev efterfulgt af spin-offfilmen Elektra og vil muligvis senere blive efterfulgt af flere film om Daredevil.

## Medvirkende
- Ben Affleck som Matt Murdock / Daredevil
- Jennifer Garner som Elektra Natchios
- Colin Farrell som Bullseye
- Michael Clarke Duncan som Wilson Fisk / Kingpin
- Jon Favreau som Foggy Nelson
- Joe Pantoliano
- David Keith
- Scott Terra
- Leland Orser
- Erick Avari
- Ellen Pompeo
- Derrick O'Connor

## Ekstern henvisning
- Daredevil på Internet Movie Database (engelsk)
- Daredevil på Filmdatabasen
- Daredevil på Scope
- Daredevil i Svensk Filmdatabas (svensk)
- Daredevil i Svensk mediedatabas (svensk)
- Daredevil på AlloCiné (fransk)
- Daredevil på MovieMeter (nederlandsk)
- Daredevil på AllMovie (engelsk)
- Daredevil hos American Film Institute (engelsk)
- Daredevil hos British Film Institute (engelsk)

1. ↑  Navnet er anført på engelsk og stammer fra Wikidata hvor navnet endnu ikke findes på dansk.